# Gåstjärnen (Bygdeå socken, Västerbotten)
Gåstjärnen är en sjö i Robertsfors kommun i Västerbotten och ingår i Dalkarlsåns huvudavrinningsområde.